# Hermann Ebert (Physiker, 1861)
Hermann Ebert (* 20. Juni 1861 in Leipzig; † 12. Februar 1913 in München) war ein deutscher Experimentalphysiker. Er ist nicht mit dem gleichnamigen Physiker Hermann Ebert (1896–1983) zu verwechseln.

## Leben
Ebert wurde 1861 als Sohn eines Kaufmanns in Leipzig geboren. Er besuchte die Thomasschule zu Leipzig.
Ab 1881 studierte er Mathematik und Naturwissenschaften (Astronomie bei Heinrich Bruns und Physik bei Gustav Heinrich Wiedemann) an der Universität Leipzig. Er wechselte an die Technische Hochschule Darmstadt und die Universität Erlangen und wurde 1887 bei Eilhard Wiedemann mit der Dissertation Über die Abhängigkeit der Wellenlänge des Lichtes von der Intensität zum Dr. phil. promoviert. Er habilitierte sich 1890 an der Universität Erlangen über die Methoden der Spektralanalyse.
Danach unternahm er Studienreisen und wurde 1894 zum außerordentlichen Professor für Theoretische Physik an der Universität Leipzig (als erster) und ordentlicher Professor für Experimentalphysik an der Universität Kiel. 1898 ging er als Ordinarius an die Technische Hochschule München und gründete mit Carl von Linde die Fakultät für Technische Physik.
Von 1898 bis 1912 war er Mitglied der Deutschen Physikalischen Gesellschaft.

## Wissenschaft
Hermann Ebert leistete Beiträge zur Spektroskopie und zum Magnetismus. Er arbeitete darüber hinaus an elektrischen Gasentladungen und elektrischen Erscheinungen in der Atmosphäre und konstruierte 1888 ein Interferentialspektrometer.
Der Ebert-Fastie-Spektrometer ist nach ihm und dem Astrophysiker William G. Fastie (Baltimore) benannt. Es ist eine Weiterentwicklung des Brewer-Spektrometers von William Brewer (Berlin).
Ebert befasste sich auch mit dem elektrischen Erdfeld und der radioaktiven Emanation aus der Erde, mit Geysiren, dem Zodiakallicht und der Entstehung von Mondkratern. Viele dieser Probleme erforschte er durch Modellversuche im Laboratorium.

## Familie
Er war mit der Tochter des Chirurgie-Professors Gustav Alfred Mitscherlich verheiratet.

## Schriften (Auswahl)
- hrsg. von Curt Heinke: Magnetische Kraftfelder. Die Erscheinungen des Magnetismus, Elektromagnetismus und der Induktion dargestellt auf Grund des Kraftlinien-Begriffes. Erweiterte Ausgabe, J.A. Barth, Leipzig 1904.
- hrsg. von Curt Heinke: Lehrbuch der Physik. Nach Vorlesungen an der Technischen Hochschule zu München. 2 Bände, Nachdruck der 2. Auflage, De Gruyter, Berlin 1920/23.
- mit Eilhard Wiedemann / Arthur Wehnelt: Physikalisches Praktikum. 6. Aufl., Vieweg & Sohn, Braunschweig 1924.
- mit Friedrich Hauser: Anleitung zum Glasblasen. 6. Aufl., J.A. Barth, Leipzig 1926.

## Auszeichnungen und Mitgliedschaften
- 1889: Mitglied der Sektion Physik der Leopoldina
- 1899: Außerordentliches Mitglied der Mathematisch-Physikalischen Klasse der Bayerischen Akademie der Wissenschaften
- 1903: Ordentliches Mitglied der Mathematisch-Physikalischen Klasse der Bayerischen Akademie der Wissenschaften
- 1908: Kronenorden III. Klasse
- 1912: Ernennung zum Geheimen Hofrat

Weitere:
- Mitglied der Akademie der Wissenschaften zu Göttingen
- Mitglied der Physikalisch-Medizinischen Sozietät zu Erlangen
- Ehrenmitglied der Société de physique et d’histoire naturelle de Genève
- Landwehrdienstauszeichnung II. Klasse